# San Francisco de Ojuera
San Francisco de Ojuera (Spaans: San Francisco="Sint-Franciscus"; Nahuatl: Ojuera="Rivier van de maïskolven") is een gemeente (gemeentecode 1619) in het departement Santa Bárbara in Honduras.
Het dorp ligt aan de rivier Ulúa. In de gemeente wordt koffie, maïs, bonen en groenten verbouwd. Slechts in de hoofdplaats is elektriciteit aanwezig.
Lencas die afkomstig waren uit het gebied van San Francisco de Ojuera hebben de plaats Intibucá gesticht.

## Bevolking
De bevolking is als volgt verdeeld:
| Vrouwen | 3575 | 48% |
| Mannen  | 3866 | 52% |

## Dorpen
De gemeente bestaat uit dertien dorpen (aldea), waarvan het grootste qua inwoneraantal: San Francisco de Ojuera  (code 161901).